# Nieuw-Amsterdam (Suriname)
Nieuw-Amsterdam (Sranantongo: njunfoto, neues Fort) ist der Hauptort und Ressort im Distrikt Commewijne sowie eine ehemalige Befestigungsanlage in der Republik Suriname.

## Befestigungsanlage
Nieuw-Amsterdam war ursprünglich eine reine Befestigungsanlage am Zusammenfluss des Suriname und des Commewijne. Das als Fünfeck mit 5 Bastionen angelegte Fort wurde in der Zeit von 1734 bis 1747 gebaut. Der Bau wurde für erforderlich gehalten, da das Fort Zeelandia zu weit im Landesinneren lag und somit keinen Schutz vor feindlichen Angriffen für die geplanten Plantagen entlang des Commewijneflusses bot. 
Das Fort stand zu Beginn meistens unter dem Kommando eines Artillerie-Offiziers und ca. 50 Soldaten. Für den Unterhalt der Anlage verfügte man über Sociëteit's-Sklaven. 

### Gefängnis
Ab 1873 wurde hier ein Gefängnis eingerichtet, das erst in den 1960er Jahren aufgegeben wurde. 
1875 begann das Gouvernement mit der Vergabe von Ackerflächen rund um das Fort an ehemalige Plantagenarbeiter, denn im Jahre 1873 war die zehnjährige Staatsaufsicht und Arbeitspflicht der 1863 frei gewordenen Sklaven abgelaufen. 1907 wurde das Fort als Verteidigungsbauwerk aufgegeben. Es hatte aus Sicht der Landesverteidigung jeden militärischen Wert verloren.

## Dorfgemeinde
Am 1. Februar 1907 wurde Nieuw-Amsterdam das Verwaltungszentrum des Distriktes Commewijne und Sitz des Distriktkommissars, der im Haus des ehemaligen Kommandanten des Forts seinen Einzug nahm. Das neu entstandene Landbaugebiet wurde 1943 zur Dorfgemeinde erklärt. 
Heute besteht die Bevölkerung überwiegend aus Surinamern javanischer und indischer Herkunft. Der Ort hat 5650 Einwohner (Census 2012) und verfügt über einen Polizeiposten, eine Klinik sowie eine Grund- und Realschule. Es besteht eine Fährverbindung zwischen Nieuw-Amsterdam und dem gegenüber, am linken Ufer des Suriname liegenden Ort Leonsberg. Mit dem Bau der ersten Brücke über den Suriname in der Hauptstadt Paramaribo im Jahre 2000 ist Nieuw-Amsterdam und das gesamte östlich gelegene Gebiet auch direkt erschlossen. 

### Freilichtmuseum
Aus der alten Befestigungsanlage wurde 1968 ein Freilichtmuseum und das alte Fort bietet einen schönen Ausblick auf den Zusammenfluss des Suriname und Commewijne in Richtung Ozean. Mit der Gründung der Stiftung Freilichtmuseum Fort Nieuw-Amsterdam (Sofna) am 25. Januar 2008 begann eine umfassende Restaurierung des Museums. Das Zuiderzeemuseum in den Niederlanden unterstützte das Projekt mit einem Betrag von 2,5 Millionen Euro. 
Am Ufer stand seit dem Jahre 1962 eine moderne Plastik des Künstlers Erwin de Vries mit einer Darstellung von Alonso de Ojeda, einem der europäischen Entdecker der Küste von Suriname. Das bronzene Standbild wurde im September 2011 entwendet und bisher noch nicht wieder aufgefunden.        

Galerie Nieuw-Amsterdam
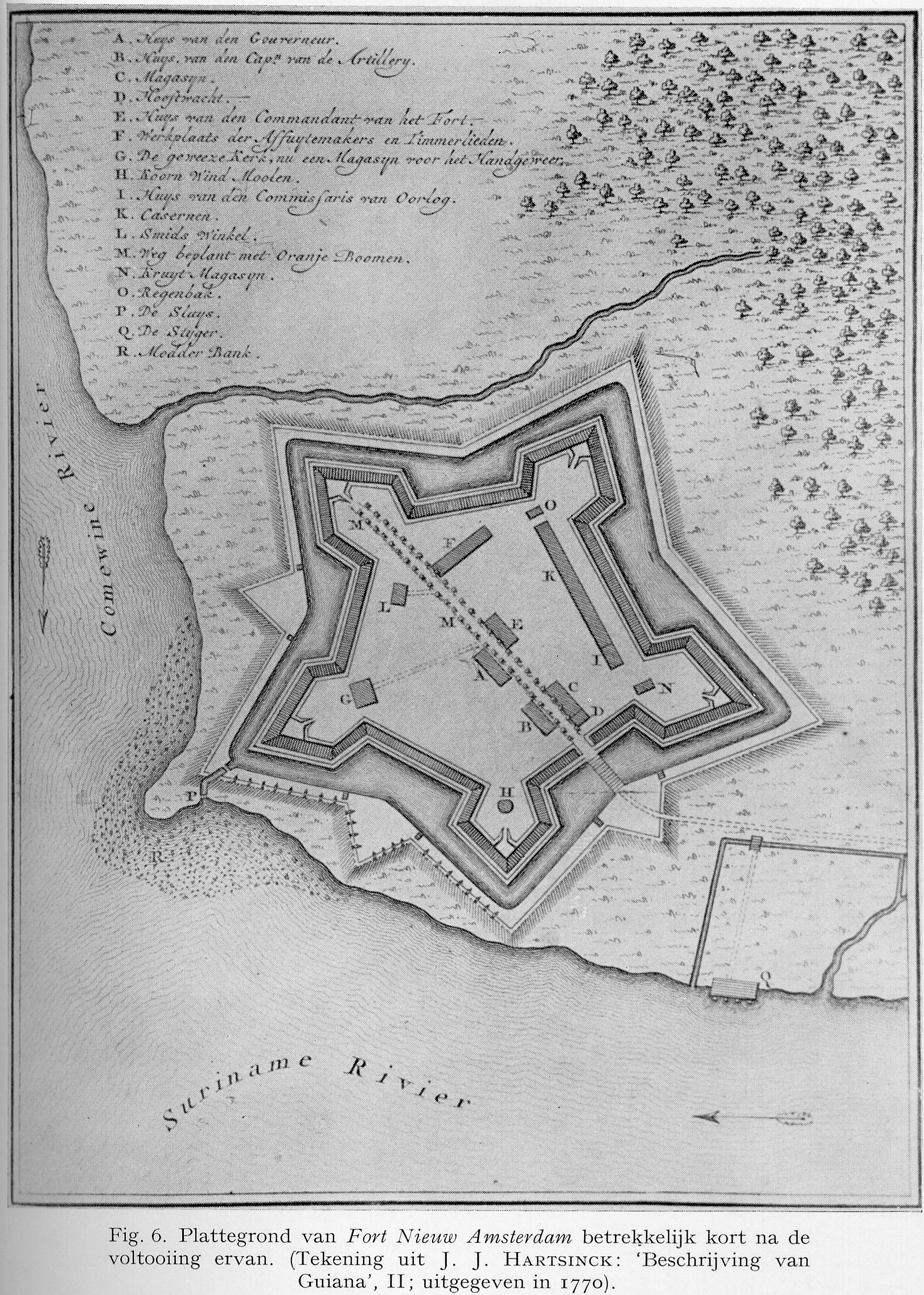
Das Fort Nieuw-Amsterdam kurz nach der Fertigstellung 1747
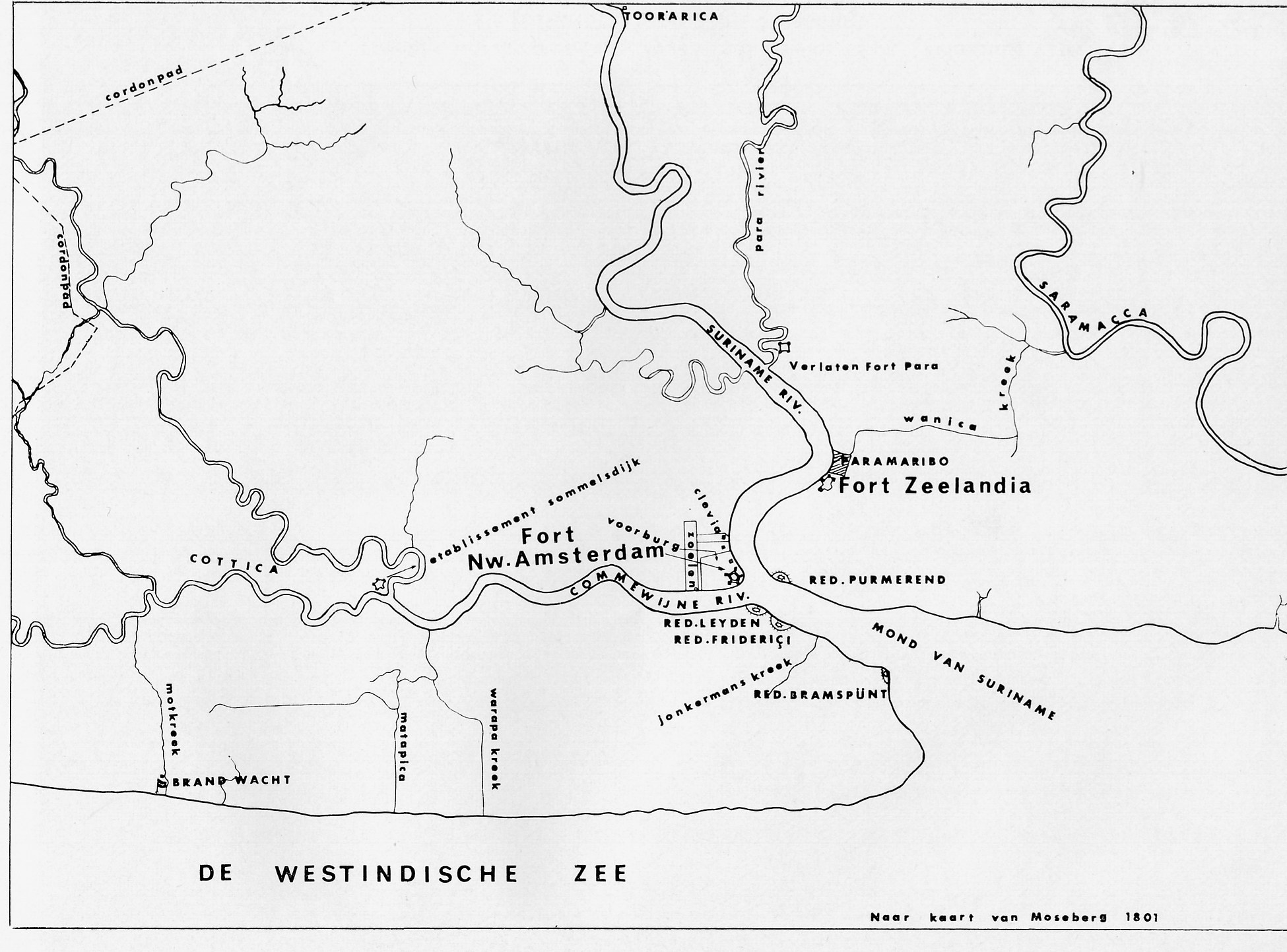
Die Lage des Forts und weiterer Verteidigungsanlagen in Suriname, Karte aus 1801
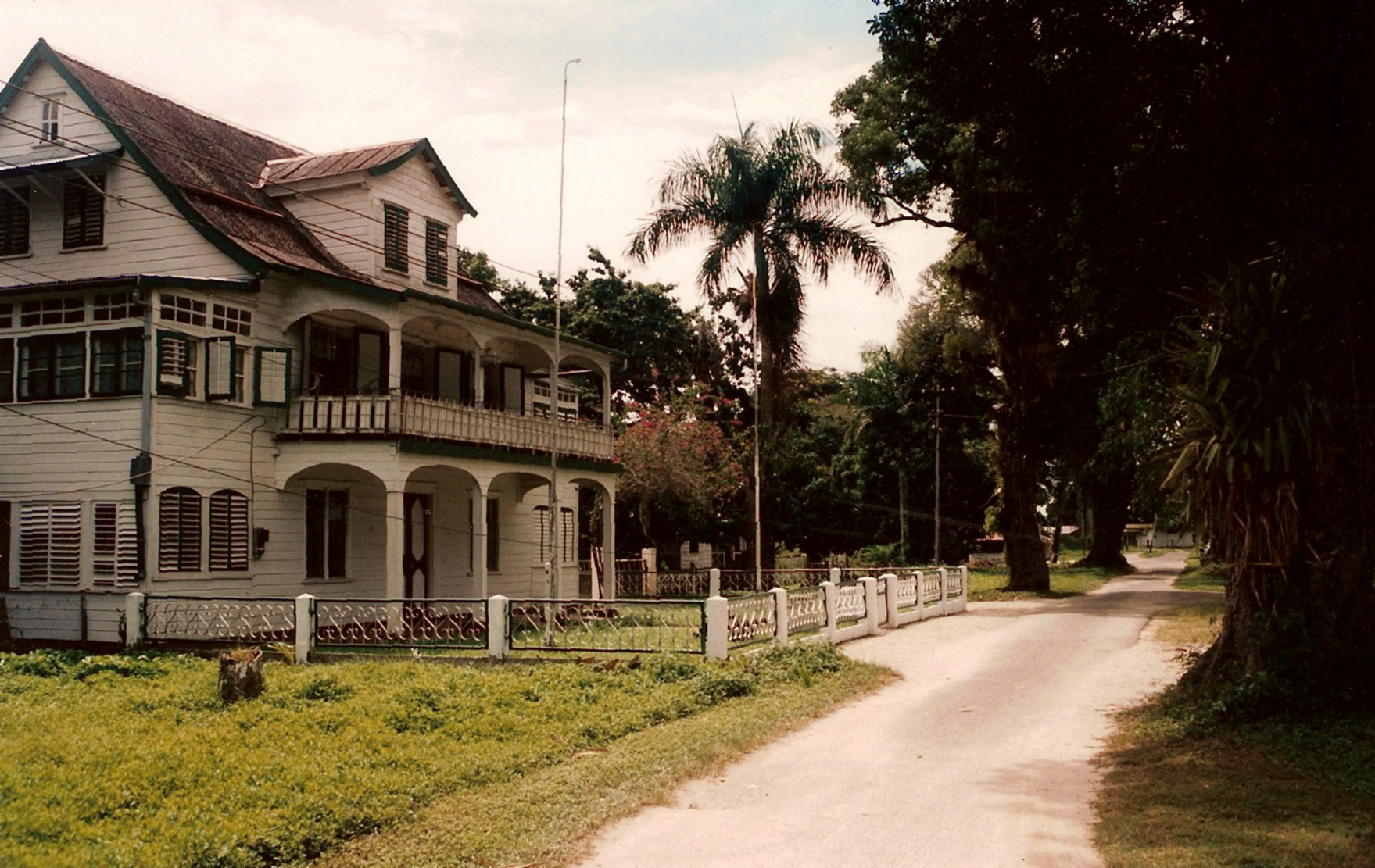
Wohnung des Distriktkommissars, 2006
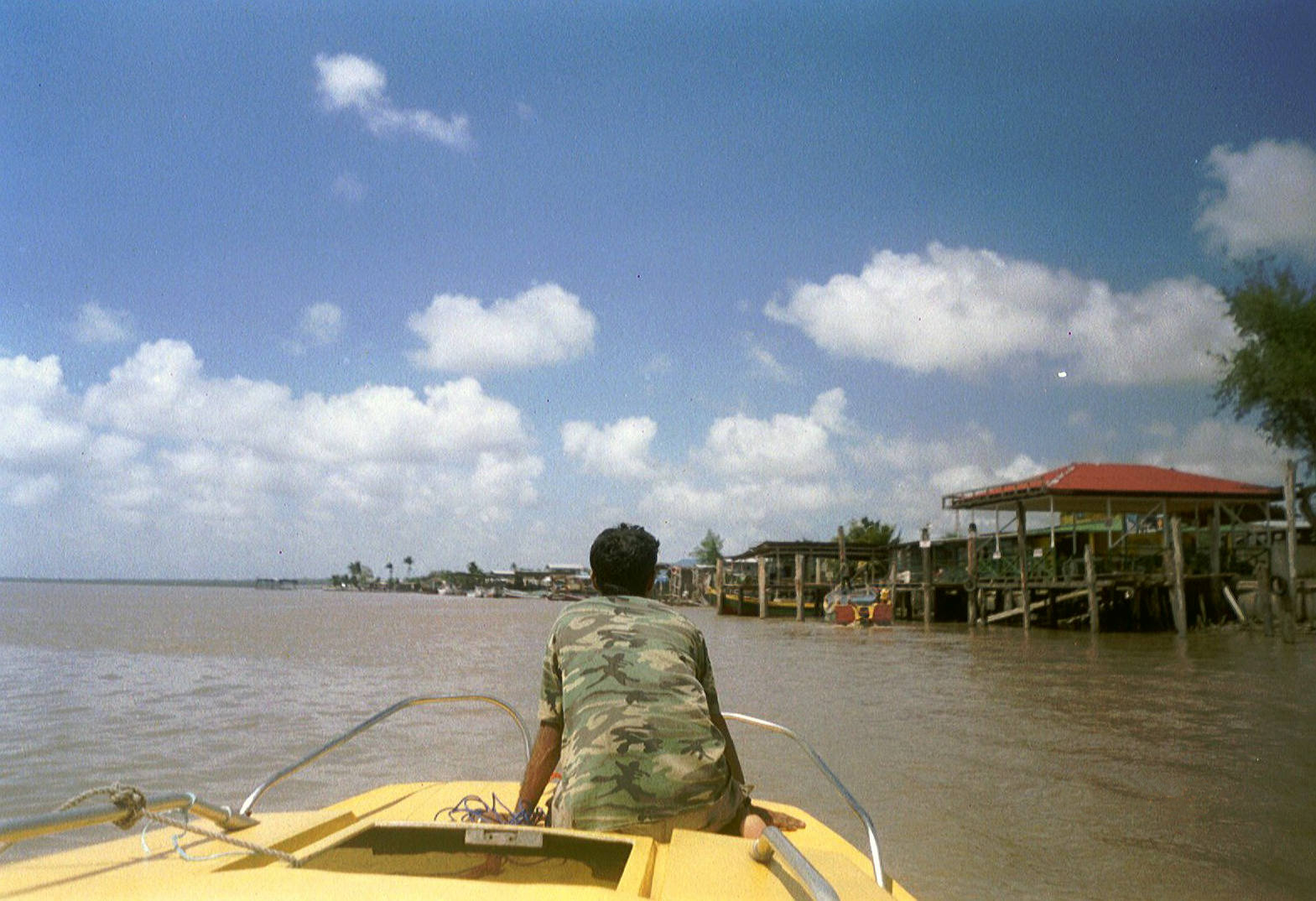
Anlegestelle in Nieuw-Amsterdam, letzter Pit-Stop Richtung Mündung des Suriname, 2003